# Liste der olympischen Medaillengewinner aus Deutschland/B
- Baar, Roland
Olympische Sommerspiele 1992, (GER): Bronzemedaille, Rudern „Achter Männer“
Olympische Sommerspiele 1996, (GER): Silbermedaille, Rudern „Achter Männer“
- Babock, Jochen
Olympische Winterspiele 1976, (GDR): Goldmedaille, Bobsport „Viererbob Männer“
- Bach, Björn
Olympische Sommerspiele 2000, (GER): Silbermedaille, Kanurennsport „K4 1000 Meter Männer“
Olympische Sommerspiele 2004, (GER): Silbermedaille, Kanurennsport „K4 1000 Meter Männer“
- Bach, Thomas
Olympische Sommerspiele 1976, (FRG): Goldmedaille, Fechten „Florett Mannschaft Männer“
- Bachfeld, Jochen
Olympische Sommerspiele 1976, (GDR): Goldmedaille, Boxen „Weltergewicht Männer“
- Bachmann, Tina
Olympische Sommerspiele 2004, (GER): Goldmedaille, Feldhockey „Frauen“
- Bachmann, Sebastian
Olympische Sommerspiele 2012, (GER): Bronzemedaille, Fechten „Florett Mannschaft Männer“
- Bachor, Isabell
Olympische Sommerspiele 2004, (GER): Bronzemedaille, Fußball „Frauen“
- Backhaus, Gerd
Olympische Sommerspiele 1964, (EAU): Bronzemedaille, Fußball „Männer“
- Bader, Pepi
Olympische Winterspiele 1968, (FRG): Silbermedaille, Bobsport „Zweierbob Männer“
Olympische Winterspiele 1972, (FRG): Silbermedaille, Bobsport „Zweierbob Männer“
- Badorek, Gabriele
Olympische Sommerspiele 1976, (GDR): Silbermedaille, Handball „Frauen“
- Bahmann, Angelika
Olympische Sommerspiele 1972, (GDR): Goldmedaille, Kanuslalom „K1 Frauen“
- Bahr, Gunnar
Olympische Sommerspiele 2000, (GER): Silbermedaille, Segeln „Soling Männer“
- Bähre, Karl
Olympische Sommerspiele 1928, (GER): Goldmedaille, Wasserball „Männer“
- Bähringer, Jürgen
Olympische Sommerspiele 1980, (GDR): Silbermedaille, Fußball „Männer“
- Baier, Bernhard
Olympische Sommerspiele 1936, (GER): Silbermedaille, Wasserball „Männer“
- Baier, Ernst
Olympische Winterspiele 1936, (GER): Silbermedaille, Eiskunstlauf „Männer“
Olympische Winterspiele 1936, (GER): Goldmedaille, Eiskunstlauf „Paare“
- Baier-Loef, Anke
Olympische Winterspiele 1994, (GER): Silbermedaille, Eisschnelllauf „1000 Meter Frauen“
- Bajramaj, Fatmire
Olympische Sommerspiele 2008, (GER): Bronzemedaille, Fußball „Frauen“
- Baldus, Brita
Olympische Sommerspiele 1992, (GER): Bronzemedaille, Wasserspringen „Kunstspringen Frauen“
- Balkenhol, Klaus
Olympische Sommerspiele 1992, (GER): Bronzemedaille, Dressurreiten „Einzel“
Olympische Sommerspiele 1992, (GER): Goldmedaille, Dressurreiten „Mannschaft“
Olympische Sommerspiele 1996, (GER): Goldmedaille, Dressurreiten „Mannschaft“
- Ball, Rudolf
Olympische Winterspiele 1932, (GER): Bronzemedaille, Eishockey „Männer“
- Balthasar, Ramona
Olympische Sommerspiele 1988, (GDR): Goldmedaille, Rudern „Achter Frauen“
- Baltrusch, Frank
Olympische Sommerspiele 1988, (GDR): Silbermedaille, Schwimmen „200 Meter Rücken Männer“
- Balz, Heiko
Olympische Sommerspiele 1992, (GER): Silbermedaille, Ringen „Freistil Schwergewicht Männer“
- Balzer, Karin
Olympische Sommerspiele 1964, (GDR): Goldmedaille, Leichtathletik „80 Meter Hürden Frauen“
Olympische Sommerspiele 1972, (GDR): Bronzemedaille, Leichtathletik „100 Meter Hürden Frauen“
- Bandholz, Willy
Olympische Sommerspiele 1936, (GER): Goldmedaille, Handball „Männer“
- Bantz, Helmut
Olympische Sommerspiele 1956, (EUA): Goldmedaille, Turnen „Sprung Männer“
- Bär, Carina
Olympische Sommerspiele 2012, (GER): Silbermedaille, Rudern „Doppelvierer Frauen“
Olympische Sommerspiele 2016, (GER): Goldmedaille, Rudern „Doppelvierer Frauen“
- Barleben, Bernd
Olympische Sommerspiele 1960, (EUA): Silbermedaille, Bahnradsport „4000-Meter-Mannschaftsverfolgung Männer“
- Bartels, Wolfgang
Olympische Winterspiele 1964, (EUA): Bronzemedaille, Ski Alpin „Abfahrt Männer“
- Barth, Paul
Olympische Sommerspiele 1972, (FRG): Bronzemedaille, Judo „Halbschwergewicht Männer“
- Barthels, Wolfgang
Olympische Sommerspiele 1964, (EUA): Bronzemedaille, Fußball „Männer“
- Bartholomae, Fritz
Olympische Sommerspiele 1912, (GER): Bronzemedaille, Rudern „Achter Männer“
- Bartholomae, Willi
Olympische Sommerspiele 1912, (GER): Bronzemedaille, Rudern „Achter Männer“
- Bartko, Robert
Olympische Sommerspiele 2000, (GER): Goldmedaille, Bahnradsport „4000-Meter-Einerverfolgung Männer“
Olympische Sommerspiele 2000, (GER): Goldmedaille, Bahnradsport „4000-Meter-Mannschaftsverfolgung Männer“
- Bartusiak, Saskia
Olympische Sommerspiele 2008, (GER): Bronzemedaille, Fußball „Frauen“
Olympische Sommerspiele 2016, (GER): Goldmedaille, Fußball „Frauen“
- Bärwirth, Anita
Olympische Sommerspiele 1936, (GER): Goldmedaille, Turnen „Mannschaft Frauen“
- Basel, Edgar
Olympische Sommerspiele 1952, (FRG): Silbermedaille, Boxen „Fliegengewicht Männer“
- Bassemir, Christian
Olympische Sommerspiele 1984, (FRG): Silbermedaille, Feldhockey „Männer“
- Bathe, Walter
Olympische Sommerspiele 1912, (GER): Goldmedaille, Schwimmen „200 Meter Brust Männer“
Olympische Sommerspiele 1912, (GER): Goldmedaille, Schwimmen „400 Meter Brust Männer“
- Bau, Sabine
Olympische Sommerspiele 1988, (FRG): Silbermedaille, Fechten „Florett Einzel Frauen“
Olympische Sommerspiele 1988, (FRG): Goldmedaille, Fechten „Florett Mannschaft Frauen“
Olympische Sommerspiele 1992, (GER): Silbermedaille, Fechten „Florett Mannschaft Frauen“
Olympische Sommerspiele 1996, (GER): Bronzemedaille, Fechten „Florett Mannschaft Frauen“
Olympische Sommerspiele 2000, (GER): Bronzemedaille, Fechten „Florett Mannschaft Frauen“
- Bauch, Herbert
Olympische Sommerspiele 1980, (GDR): Bronzemedaille, Boxen „Halbschwergewicht Männer“
- Bauchspieß, Bernd
Olympische Sommerspiele 1964, (EUA): Bronzemedaille, Fußball „Männer“
- Bauer, Candy
Olympische Winterspiele 2018, (GER): Goldmedaille, Bobsport „Viererbob Männer“
- Bauer, Dennis
Olympische Sommerspiele 2000, (GER): Bronzemedaille, Fechten „Säbel Mannschaft Männer“
- Bauer, Fritz
Olympische Sommerspiele 1936, (GER): Goldmedaille, Rudern „Vierer mit Steuermann Männer“
- Bauer, Robert
Olympische Sommerspiele 2016, (GER): Silbermedaille, Fußball „Männer“
- Bauer, Viola
Olympische Winterspiele 2002, (GER): Goldmedaille, Langlauf „4-mal-5-Kilometer-Staffel Frauen“
Olympische Winterspiele 2002, (GER): Bronzemedaille, Langlauf „10 Kilometer Verfolgung Frauen“
Olympische Winterspiele 2006, (GER): Silbermedaille, Langlauf „4-mal-5-Kilometer-Staffel Frauen“
- Bauerschmidt, Maritta
Olympische Sommerspiele 1968, (GDR): Bronzemedaille, Turnen „Mannschaft Frauen“
- Baues, Wilhelm
Olympische Sommerspiele 1972, (FRG): Silbermedaille, Kanuslalom „C2 Männer“
- Baum, Frank
Olympische Sommerspiele 1980, (GDR): Silbermedaille, Fußball „Männer“
- Baumann, Dieter
Olympische Sommerspiele 1988, (FRG): Silbermedaille, Leichtathletik „5000 Meter Männer“
Olympische Sommerspiele 1992, (GER): Goldmedaille, Leichtathletik „5000 Meter Männer“
- Baumann, Matthias
Olympische Sommerspiele 1988, (FRG): Goldmedaille, Vielseitigkeitsreiten „Mannschaft“
Olympische Sommerspiele 1992, (GER): Bronzemedaille, Vielseitigkeitsreiten „Mannschaft“
- Baumann, Wilhelm
Olympische Sommerspiele 1936, (GER): Goldmedaille, Handball „Männer“
- Baumgart, Bernd
Olympische Sommerspiele 1976, (GDR): Goldmedaille, Rudern „Achter Männer“
- Baumgart, Wolfgang
Olympische Sommerspiele 1972, (FRG): Goldmedaille, Feldhockey „Männer“
- Baumgartl, Frank
Olympische Sommerspiele 1976, (GDR): Bronzemedaille, Leichtathletik „3000 Meter Hindernis Männer“
- Baumgartner, Hans
Olympische Sommerspiele 1972, (FRG): Silbermedaille, Leichtathletik „Weitsprung Männer“
- Bäumler, Hans-Jürgen
Olympische Winterspiele 1960, (EUA): Silbermedaille, Eiskunstlauf „Paare“
Olympische Winterspiele 1964, (EUA): Silbermedaille, Eiskunstlauf „Paare“
- Baur, Markus
Olympische Sommerspiele 2004, (GER): Silbermedaille, Handball „Männer“
- Bechmann, Christoph
Olympische Sommerspiele 2004, (GER): Bronzemedaille, Feldhockey „Männer“
- Beck, Frank
Olympische Sommerspiele 1984, (FRG): Silbermedaille, Fechten „Florett Mannschaft Männer“
- Beck, Martina
Olympische Winterspiele 2006, (GER): Silbermedaille, Biathlon, „15 Kilometer Einzelrennen Frauen“ als Martina Glagow
Olympische Winterspiele 2006, (GER): Silbermedaille, Biathlon, „10 Kilometer Verfolgung Frauen“ als Martina Glagow
Olympische Winterspiele 2006, (GER): Silbermedaille, Biathlon, „4-mal-6-Kilometer-Staffel Frauen“ als Martina Glagow
Olympische Winterspiele 2010, (GER): Bronzemedaille, Biathlon, „4-mal-6-Kilometer-Staffel Frauen“
- Beck, Volker
Olympische Sommerspiele 1980, (GDR): Goldmedaille, Leichtathletik „400 Meter Hürden Männer“
Olympische Sommerspiele 1980, (GDR): Silbermedaille, Leichtathletik „4-mal-400-Meter-Staffel Männer“
- Becke, Daniel
Olympische Sommerspiele 2000, (GER): Goldmedaille, Bahnradsport „4000-Meter-Mannschaftsverfolgung Männer“
- Becker, Andreas
Olympische Sommerspiele 1992, (GER): Goldmedaille, Feldhockey „Männer“
- Becker, Boris
Olympische Sommerspiele 1992, (GER): Goldmedaille, Tennis „Doppel Männer“
- Becker, Britta
Olympische Sommerspiele 1992, (GER): Silbermedaille, Feldhockey „Frauen“
- Becker, Ellen
Olympische Sommerspiele 1984, (FRG): Bronzemedaille, Rudern „Zweier ohne Steuerfrau Frauen“
- Becker, Marcus
Olympische Sommerspiele 2004, (GER): Silbermedaille, Kanuslalom „C2 Männer“
- Becker, Marion
Olympische Sommerspiele 1976, (FRG): Silbermedaille, Leichtathletik „Speerwurf Frauen“
- Becker, Otto
Olympische Sommerspiele 2000, (GER): Goldmedaille, Springreiten  „Mannschaft“
Olympische Sommerspiele 2004, (GER): Bronzemedaille, Springreiten „Mannschaft“
- Becker, Sabine
Olympische Winterspiele 1980, (GDR): Bronzemedaille, Eisschnelllauf „1500 Meter Frauen“
Olympische Winterspiele 1980, (GDR): Silbermedaille, Eisschnelllauf „3000 Meter Frauen“
- Becker, Thomas
Olympische Sommerspiele 1996, (GER): Bronzemedaille, Kanuslalom „K1 Männer“
- Becker-Mickler, Ingrid
Olympische Sommerspiele 1968, (FRG): Goldmedaille, Leichtathletik „Fünfkampf Frauen“
Olympische Sommerspiele 1972, (FRG): Goldmedaille, Leichtathletik „4-mal-100-Meter-Staffel Frauen“
- Beckert, Franz
Olympische Sommerspiele 1936, (GER): Goldmedaille, Turnen „Mannschaft Männer“
- Beckert, Stephanie
Olympische Winterspiele 2010, (GER): Silbermedaille, Eisschnelllauf „3000 Meter Frauen“
Olympische Winterspiele 2010, (GER): Silbermedaille, Eisschnelllauf „5000 Meter Frauen“
Olympische Winterspiele 2010, (GER): Goldmedaille, Eisschnelllauf „Teamverfolgung Frauen“
- Beckmann, Gudrun
Olympische Sommerspiele 1972, (FRG): Bronzemedaille, Schwimmen „4-mal-100-Meter-Freistilstaffel Frauen“
Olympische Sommerspiele 1972, (FRG): Bronzemedaille, Schwimmen „4-mal-100-Meter-Lagenstaffel Frauen“
- Beer, Klaus
Olympische Sommerspiele 1968, (GDR): Silbermedaille, Leichtathletik „Weitsprung Männer“
- Beer, Manfred
Olympische Winterspiele 1976, (GDR): Bronzemedaille, Biathlon „4-mal-7,5-Kilometer-Staffel Männer“
- Beerbaum, Ludger
Olympische Sommerspiele 1988, (FRG): Goldmedaille, Springreiten „Mannschaft“
Olympische Sommerspiele 1992, (GER): Goldmedaille, Springreiten „Einzel“
Olympische Sommerspiele 1996, (GER): Goldmedaille, Springreiten „Mannschaft“
Olympische Sommerspiele 2000, (GER): Goldmedaille, Springreiten „Mannschaft“
Olympische Sommerspiele 2016, (GER): Bronzemedaille, Springreiten „Mannschaft“
- Behle, Petra
Olympische Winterspiele 1992, (GER): Silbermedaille, Biathlon „3-mal-7,5-Kilometer-Staffel Frauen“ als Petra Schaaf
Olympische Winterspiele 1994, (GER): Silbermedaille, Biathlon „4-mal-7,5-Kilometer-Staffel Frauen“ als Petra Schaaf
Olympische Winterspiele 1998, (GER): Goldmedaille, Biathlon „4-mal-7,5-Kilometer-Staffel Frauen“
- Behm, Andreas
Olympische Sommerspiele 1992, (GER): Bronzemedaille, Gewichtheben „Leichtgewicht Männer“
- Behmer, Anke
Olympische Sommerspiele 1988, (GDR): Bronzemedaille, Leichtathletik „Siebenkampf Frauen“
- Behr, Matthias
Olympische Sommerspiele 1976, (FRG): Goldmedaille, Fechten „Florett Mannschaft Männer“
Olympische Sommerspiele 1984, (FRG): Silbermedaille, Fechten „Florett Einzel Männer“
Olympische Sommerspiele 1984, (FRG): Silbermedaille, Fechten „Florett Mannschaft Männer“
Olympische Sommerspiele 1988, (FRG): Silbermedaille, Fechten „Florett Mannschaft Männer“
- Behr, Reinhold
Olympische Sommerspiele 1976, (FRG): Silbermedaille, Fechten „Degen Mannschaft Männer“
- Behrendt, Holger
Olympische Sommerspiele 1988, (GDR): Bronzemedaille, Turnen „Reck Männer“
Olympische Sommerspiele 1988, (GDR): Goldmedaille, Turnen „Ringe Männer“
Olympische Sommerspiele 1988, (GDR): Silbermedaille, Turnen „Mannschaft Männer“
- Behrendt, Jan
Olympische Winterspiele 1988, (GDR): Silbermedaille, Rodeln „Doppelsitzer Männer“
Olympische Winterspiele 1992, (GER): Goldmedaille, Rodeln „Doppelsitzer Männer“
Olympische Winterspiele 1994, (GER): Bronzemedaille, Rodeln „Doppelsitzer Männer“
Olympische Winterspiele 1998, (GER): Goldmedaille, Rodeln „Doppelsitzer Männer“
- Behrendt, Jutta
Olympische Sommerspiele 1988, (GDR): Goldmedaille, Rudern „Einer Frauen“
- Behrendt, Kerstin
Olympische Sommerspiele 1988, (GDR): Silbermedaille, Leichtathletik „4-mal-100-Meter-Staffel Frauen“
- Behrendt, Wolfgang
Olympische Sommerspiele 1956, (EUA): Goldmedaille, Boxen „Bantamgewicht Männer“
- Behrens, Klaus
Olympische Sommerspiele 1964, (EUA): Silbermedaille, Rudern „Achter Männer“
- Behrens, Kurt
Olympische Sommerspiele 1908, (GER): Silbermedaille, Wasserspringen „Kunstspringen Männer“
Olympische Sommerspiele 1912, (GER): Bronzemedaille, Wasserspringen „Kunstspringen Männer“
- Behringer, Melanie
Olympische Sommerspiele 2008, (GER): Bronzemedaille, Fußball „Frauen“
Olympische Sommerspiele 2016, (GER): Goldmedaille, Fußball „Frauen“
- Beier, Günter
Olympische Sommerspiele 1968, (GDR): Bronzemedaille, Turnen „Mannschaft Männer“
- Beier, Roswitha
Olympische Sommerspiele 1972, (GDR): Silbermedaille, Schwimmen „100 Meter Schmetterling Frauen“
Olympische Sommerspiele 1972, (GDR): Silbermedaille, Schwimmen „4-mal-100-Meter-Lagenstaffel Frauen“
- Beisiegel, Ludwig
Olympische Sommerspiele 1936, (GER): Silbermedaille, Feldhockey „Männer“
- Below, Dieter
Olympische Sommerspiele 1976, (GDR): Bronzemedaille, Segeln „Soling Mixed“
- Bender, Lars
Olympische Sommerspiele 2016, (GER): Silbermedaille, Fußball „Männer“
- Bender, Sven
Olympische Sommerspiele 2016, (GER): Silbermedaille, Fußball „Männer“
- Bendlin, Kurt
Olympische Sommerspiele 1968, (FRG): Bronzemedaille, Leichtathletik „Zehnkampf Männer“
- Benecke, Emil
Olympische Sommerspiele 1928, (GER): Goldmedaille, Wasserball „Männer“
Olympische Sommerspiele 1932, (GER): Silbermedaille, Wasserball „Männer“
- Benecken, Sascha
Olympische Winterspiele 2018, (GER): Bronzemedaille, Rodeln „Doppelsitzer Männer“
Olympische Winterspiele 2018, (GER): Silbermedaille, Rodeln „Doppelsitzer Männer“
- Benkarth, Laura
Olympische Sommerspiele 2016, (GER): Goldmedaille, Fußball „Frauen“
- Benter, Uwe
Olympische Sommerspiele 1972, (FRG): Goldmedaille, Rudern „Vierer mit Steuermann Männer“
- Berger, Ann-Katrin
Olympische Sommerspiele 2024, (GER): Bronzemedaille, Fußball „Frauen“
- Berger, Peter
Olympische Sommerspiele 1972, (FRG): Goldmedaille, Rudern „Vierer mit Steuermann Männer“
- Berndaner, Ignaz
Olympische Winterspiele 1976, (FRG): Bronzemedaille, Eishockey „Männer“
- Bernhardt, Hans
Olympische Sommerspiele 1928, (GER): Bronzemedaille, Bahnradsport „2000 Meter Tandem Männer“
- Bernreiter, Franz
Olympische Winterspiele 1980, (FRG): Bronzemedaille, Biathlon „4-mal-7,5-Kilometer-Staffel Männer“
- Berreiter, Anna
Olympische Winterspiele 2022, (GER): Silbermedaille, Rodeln „Einsitzer Frauen“
- Berthold, Helmut
Olympische Sommerspiele 1936, (GER): Goldmedaille, Handball „Männer“
- Bertow, Jürgen
Olympische Sommerspiele 1976, (GDR): Bronzemedaille, Rudern „Doppelzweier Männer“
- Betting, Hugo
Olympische Sommerspiele 1900, (GER): Silbermedaille, Rugby „Männer“
- Bewersdorf, Uwe
Olympische Winterspiele 1980, (GDR): Bronzemedaille, Eiskunstlauf „Paare“
- Beucke, Susann
Olympische Sommerspiele 2020, (GER): Silbermedaille, Segeln „49er FX Frauen“
- Beyer, Hans-Georg
Olympische Sommerspiele 1980, (GDR): Goldmedaille, Handball „Männer“
- Beyer, Udo
Olympische Sommerspiele 1976, (GDR): Goldmedaille, Leichtathletik „Kugelstoßen Männer“
Olympische Sommerspiele 1980, (GDR): Bronzemedaille, Leichtathletik „Kugelstoßen Männer“
- Beyer, Uwe
Olympische Sommerspiele 1964, (EUA): Bronzemedaille, Leichtathletik „Hammerwurf Männer“
- Beyermann, Ina
Olympische Sommerspiele 1984, (FRG): Bronzemedaille, Schwimmen „200 Meter Schmetterling Frauen“
Olympische Sommerspiele 1984, (FRG): Silbermedaille, Schwimmen „4-mal-100-Meter-Lagenstaffel Frauen“
- Bieberstein, Arno
Olympische Sommerspiele 1908, (GER): Goldmedaille, Schwimmen „100 Meter Rücken Männer“
- Biebl, Heidi
Olympische Winterspiele 1960, (EUA): Goldmedaille, Ski Alpin „Abfahrt Frauen“
- Biechl, Anni
Olympische Sommerspiele 1960, (EUA): Silbermedaille, Leichtathletik „4-mal-100-Meter-Staffel Frauen“
- Biederlack, Sebastian
Olympische Sommerspiele 2004, (GER): Bronzemedaille, Feldhockey „Männer“
Olympische Sommerspiele 2008, (GER): Goldmedaille, Feldhockey „Männer“
- Bierl, Alois
Olympische Sommerspiele 1972, (FRG): Goldmedaille, Rudern „Vierer mit Steuermann Männer“
- Bischof, Frank-Peter
Olympische Sommerspiele 1976, (GDR): Bronzemedaille, Kanurennsport „K4 1000 Meter Männer“
- Bischof, Martina
Olympische Sommerspiele 1980, (GDR): Goldmedaille, Kanurennsport „K2 500 Meter Frauen“
- Bischof, Ole
Olympische Sommerspiele 2008, (GER): Goldmedaille, Judo „Halbmittelgewicht Männer“
Olympische Sommerspiele 2012, (GER): Silbermedaille, Judo „Halbmittelgewicht Männer“
- Bischoff, Fritz
Olympische Sommerspiele 1936, (GER): Bronzemedaille, Segeln „8-Meter-Klasse Mixed“
- Bischoff, Peter
Olympische Sommerspiele 1936, (GER): Goldmedaille, Segeln „Starklasse Mixed“
- Bischoff, Sabine
Olympische Sommerspiele 1984, (FRG): Goldmedaille, Fechten „Florett Mannschaft Frauen“
- Bißdorf, Ralf
Olympische Sommerspiele 2000, (GER): Silbermedaille, Fechten „Florett Einzel Männer“
- Bittner, Bodo
Olympische Winterspiele 1976, (FRG): Bronzemedaille, Bobsport „Viererbob Männer“
- Bittner, Klaus
Olympische Sommerspiele 1960, (EUA): Goldmedaille, Rudern „Achter Männer“
Olympische Sommerspiele 1964, (EUA): Silbermedaille, Rudern „Achter Männer“
- Blank, Johannes
Olympische Sommerspiele 1928, (GER): Goldmedaille, Wasserball „Männer“
- Blasberg, Claudia
Olympische Sommerspiele 2000, (GER): Silbermedaille, Rudern „Leichtgewichts-Doppelzweier Frauen“
Olympische Sommerspiele 2004, (GER): Silbermedaille, Rudern „Leichtgewichts-Doppelzweier Frauen“
- Blask, Erwin
Olympische Sommerspiele 1936, (GER): Silbermedaille, Leichtathletik „Hammerwurf Männer“
- Bliesener, Hans-Jörg
Olympische Sommerspiele 1988, (GDR): Bronzemedaille, Kanurennsport „K4 1000 Meter Männer“
- Blöcher, Stefan
Olympische Sommerspiele 1984, (FRG): Silbermedaille, Feldhockey „Männer“
Olympische Sommerspiele 1988, (FRG): Silbermedaille, Feldhockey „Männer“
- Blochwitz, Steffen
Olympische Sommerspiele 1988, (GDR): Silbermedaille, Bahnradsport „4000-Meter-Mannschaftsverfolgung Männer“
- Blöcker, Herbert
Olympische Sommerspiele 1976, (FRG): Silbermedaille, Vielseitigkeitsreiten „Mannschaft“
Olympische Sommerspiele 1992, (GER): Silbermedaille, Vielseitigkeitsreiten „Einzel“
Olympische Sommerspiele 1992, (GER): Bronzemedaille, Vielseitigkeitsreiten „Mannschaft“
- Bluhm, Kay
Olympische Sommerspiele 1988, (GDR): Bronzemedaille, Kanurennsport „K4 1000 Meter Männer“
Olympische Sommerspiele 1992, (GER): Goldmedaille, Kanurennsport „K2 1000 Meter Männer“
Olympische Sommerspiele 1992, (GER): Goldmedaille, Kanurennsport „K2 500 Meter Männer“
Olympische Sommerspiele 1996, (GER): Silbermedaille, Kanurennsport „K2 1000 Meter Männer“
Olympische Sommerspiele 1996, (GER): Goldmedaille, Kanurennsport „K2 500 Meter Männer“
- Blunck, Christian
Olympische Sommerspiele 1992, (GER): Goldmedaille, Feldhockey „Männer“
- Boche, Bruno
Olympische Sommerspiele 1928, (GER): Bronzemedaille, Feldhockey „Männer“
- Böcker, Conrad
Olympische Sommerspiele 1896, (GER): Goldmedaille, Turnen „Reck Mannschaft Männer“
Olympische Sommerspiele 1896, (GER): Goldmedaille, Turnen „Barren Mannschaft Männer“
- Bödding, Inge
Olympische Sommerspiele 1972, (FRG): Bronzemedaille, Leichtathletik „4-mal-400-Meter-Staffel Frauen“
- Bode, Harro
Olympische Sommerspiele 1976, (FRG): Goldmedaille, Segeln „470er Jolle Männer“
- Boden, Falk
Olympische Sommerspiele 1980, (GDR): Silbermedaille, Straßenradsport „Mannschaftsfahren Männer“
- Boden, Jens
Olympische Winterspiele 2002, (GER): Bronzemedaille, Eisschnelllauf „5000 Meter Männer“
- Bodendorf, Carla
Olympische Sommerspiele 1976, (GDR): Goldmedaille, Leichtathletik „4-mal-100-Meter-Staffel Frauen“
- Bodner-Laser, Christine
Olympische Sommerspiele 1976, (GDR): Silbermedaille, Leichtathletik „Fünfkampf Frauen“
- Böhler, Stefanie
Olympische Winterspiele 2006, (GER): Silbermedaille, Langlauf „4-mal-5-Kilometer-Staffel Frauen“
Olympische Winterspiele 2014, (GER): Bronzemedaille, Langlauf „4-mal-5-Kilometer-Staffel Frauen“
- Böhm, Annett
Olympische Sommerspiele 2004, (GER): Bronzemedaille, Judo „Mittelgewicht Frauen“
- Böhm, Daniel
Olympische Winterspiele 2014, (GER): Silbermedaille, Biathlon „Staffel Männer“
- Bönisch, Yvonne
Olympische Sommerspiele 2004, (GER): Goldmedaille, Judo „Leichtgewicht Frauen“
- Boesler, Martina
Olympische Sommerspiele 1980, (GDR): Goldmedaille, Rudern „Achter Frauen“
- Boesler, Petra
Olympische Sommerspiele 1976, (GDR): Silbermedaille, Rudern „Doppelzweier Frauen“
- Boetzelen, Gerhard
Olympische Sommerspiele 1932, (GER): Silbermedaille, Rudern „Doppelzweier Männer“
- Bogs, Steffen
Olympische Sommerspiele 1988, (GDR): Bronzemedaille, Rudern „Doppelvierer Männer“
- Böhmer, Joachim
Olympische Sommerspiele 1972, (GDR): Bronzemedaille, Rudern „Doppelzweier Männer“
- Bokel, Claudia
Olympische Sommerspiele 2004, (GER): Silbermedaille, Fechten „Degen Mannschaft Frauen“
- Boldt, Harry
Olympische Sommerspiele 1964, (EUA): Silbermedaille, Dressurreiten „Einzel“
Olympische Sommerspiele 1964, (EUA): Goldmedaille, Dressurreiten „Mannschaft“
Olympische Sommerspiele 1976, (FRG): Silbermedaille, Dressurreiten „Einzel“
Olympische Sommerspiele 1976, (FRG): Goldmedaille, Dressurreiten „Mannschaft“
- Boll, Timo
Olympische Sommerspiele 2008, (GER): Silbermedaille, Tischtennis „Mannschaft Männer“
Olympische Sommerspiele 2012, (GER): Bronzemedaille, Tischtennis „Mannschaft Männer“
Olympische Sommerspiele 2016, (GER): Bronzemedaille, Tischtennis „Mannschaft Männer“
- Bommer, Rudi
Olympische Sommerspiele 1988, (FRG): Bronzemedaille, Fußball „Männer“
- Bondroit, Fritz
Olympische Sommerspiele 1936, (GER): Silbermedaille, Kanurennsport „K2 1000 Meter Männer“
- Bonk, Gerd
Olympische Sommerspiele 1972, (GDR): Bronzemedaille, Gewichtheben „Superschwergewicht Männer“
Olympische Sommerspiele 1976, (GDR): Silbermedaille, Gewichtheben „Superschwergewicht Männer“
- Bonsack, Klaus-Michael
Olympische Winterspiele 1964, (EUA): Silbermedaille, Rennrodeln „Einsitzer Männer“
Olympische Winterspiele 1968, (GDR): Goldmedaille, Rennrodeln „Doppelsitzer Männer“
Olympische Winterspiele 1968, (GDR): Bronzemedaille, Rennrodeln „Einsitzer Männer“
Olympische Winterspiele 1972, (GDR): Bronzemedaille, Rennrodeln „Doppelsitzer Männer“
- Boos, Wolfgang
Olympische Winterspiele 1976, (FRG): Bronzemedaille, Eishockey „Männer“
- Borchert, Katrin
Olympische Sommerspiele 1992, (GER): Silbermedaille, Kanurennsport „K4 500 Meter Frauen“
- Borchmann, Anke
Olympische Sommerspiele 1976, (GDR): Goldmedaille, Rudern „Doppelvierer Frauen“
- Borchmeyer, Erich
Olympische Sommerspiele 1932, (GER): Silbermedaille, Leichtathletik „4-mal-100-Meter-Staffel Männer“
Olympische Sommerspiele 1936, (GER): Bronzemedaille, Leichtathletik „4-mal-100-Meter-Staffel Männer“
- Borkowski, Ingo
Olympische Sommerspiele 2000, (GER): Silbermedaille, Segeln „Soling Mixed“
- Borkowsky, Rainer
Olympische Sommerspiele 1956, (EUA): Silbermedaille, Rudern „Zweier mit Steuermann Männer“
- Börner, Jacqueline
Olympische Winterspiele 1992, (GER): Goldmedaille, Eisschnelllauf „1500 Meter Frauen“
- Boron, Kathrin
Olympische Sommerspiele 1992, (GER): Goldmedaille, Rudern „Doppelzweier Frauen“
Olympische Sommerspiele 1996, (GER): Goldmedaille, Rudern „Doppelvierer Frauen“
Olympische Sommerspiele 2000, (GER): Goldmedaille, Rudern „Doppelzweier Frauen“
Olympische Sommerspiele 2004, (GER): Goldmedaille, Rudern „Doppelvierer Frauen“
Olympische Sommerspiele 2008, (GER): Bronzemedaille, Rudern „Doppelvierer Frauen“
- Borowski, Jörn
Olympische Sommerspiele 1980, (GDR): Silbermedaille, Segeln „470er Jolle Männer“
- Borowski, Paul
Olympische Sommerspiele 1968, (GDR): Bronzemedaille, Segeln „Drachen-Klasse Mixed“
Olympische Sommerspiele 1972, (GDR): Silbermedaille, Segeln „Drachen-Klasse Mixed“
- Borrmann, Elmar
Olympische Sommerspiele 1984, (FRG): Goldmedaille, Fechten „Degen Mannschaft Männer“
Olympische Sommerspiele 1988, (FRG): Silbermedaille, Fechten „Degen Mannschaft Männer“
Olympische Sommerspiele 1992, (GER): Goldmedaille, Fechten „Degen Mannschaft Männer“
- Borzym, Hans-Joachim
Olympische Sommerspiele 1972, (GDR): Bronzemedaille, Rudern „Achter Männer“
- Bothe, Heinz-Jürgen
Olympische Sommerspiele 1968, (GDR): Goldmedaille, Rudern „Zweier ohne Steuermann Männer“
- Boyle, Daryl
Olympische Winterspiele 2018, (GER): Silbermedaille, Eishockey „Männer“
- Brack, Walter
Olympische Sommerspiele 1904, (GER): Goldmedaille, Schwimmen „100 Meter Rücken Männer“
Olympische Sommerspiele 1904, (GER): Silbermedaille, Schwimmen „400 Meter Rücken Männer“
- Brand, Jule
Olympische Sommerspiele 2024, (GER): Bronzemedaille, Fußball „Frauen“
- Brandebusemeyer, Nicole
Olympische Sommerspiele 2000, (GER): Bronzemedaille, Fußball „Frauen“
- Brandner, Hans
Olympische Winterspiele 1976, (FRG): Silbermedaille, Rennrodeln „Doppelsitzer Männer“
- Brandt, Heinz
Olympische Sommerspiele 1936, (GER): Goldmedaille, Springreiten „Mannschaft“
- Brandt, Julian
Olympische Sommerspiele 2016, (GER): Silbermedaille, Fußball „Männer“
- Brannasch, Karsten
Olympische Winterspiele 1994, (GER): Goldmedaille, Bobsport „Viererbob Männer“
- Bransch, Bernd
Olympische Sommerspiele 1972, (GDR): Bronzemedaille, Fußball „Männer“
Olympische Sommerspiele 1976, (GDR): Goldmedaille, Fußball „Männer“
- Braselmann, Helmut
Olympische Sommerspiele 1936, (GER): Goldmedaille, Handball „Männer“
- Braumüller, Ellen
Olympische Sommerspiele 1932, (GER): Silbermedaille, Leichtathletik „Speerwurf Frauen“
- Braun, Gregor
Olympische Sommerspiele 1976, (FRG): Goldmedaille, Bahnradsport „4000-Meter-Einzelverfolgung Männer“
Olympische Sommerspiele 1976, (FRG): Goldmedaille, Bahnradsport „4000-Meter-Mannschaftsverfolgung Männer“
- Braun, Hanns
Olympische Sommerspiele 1908, (GER): Silbermedaille, Leichtathletik „4-mal-400-Meter-Staffel Männer“
Olympische Sommerspiele 1908, (GER): Bronzemedaille, Leichtathletik „800 Meter Männer“
Olympische Sommerspiele 1912, (GER): Silbermedaille, Leichtathletik „400 Meter Männer“
- Braun, Sabine
Olympische Sommerspiele 1992, (GER): Bronzemedaille, Leichtathletik „Siebenkampf Frauen“
- Braunschweiger, Alfred
Olympische Sommerspiele 1904, (GER): Bronzemedaille, Wasserspringen „Turmspringen Männer“
- Brauße, Franziska
Olympische Sommerspiele 2020, (GER): Goldmedaille, Bahnradsport „Mannschaftsverfolgung Frauen“
- Bréchôt, Torsten
Olympische Sommerspiele 1988, (GDR): Bronzemedaille, Judo „Halbmittelgewicht Männer“
- Brecht, Jürgen
Olympische Sommerspiele 1960, (EUA): Bronzemedaille, Fechten „Florett Mannschaft Männer“
- Bredow, Reinhard
Olympische Winterspiele 1972, (GDR): Goldmedaille, Rennrodeln „Zweisitzer Männer“
- Brehme, Matthias
Olympische Sommerspiele 1968, (GDR): Bronzemedaille, Turnen „Mannschaft Männer“
Olympische Sommerspiele 1972, (GDR): Bronzemedaille, Turnen „Mannschaft Männer“
- Brehmer-Lathan, Christina
Olympische Sommerspiele 1976, (GDR): Silbermedaille, Leichtathletik „400 Meter Frauen“
Olympische Sommerspiele 1976, (GDR): Goldmedaille, Leichtathletik „4-mal-400-Meter-Staffel Frauen“
Olympische Sommerspiele 1980, (GDR): Bronzemedaille, Leichtathletik „400 Meter Frauen“
Olympische Sommerspiele 1980, (GDR): Silbermedaille, Leichtathletik „4-mal-400-Meter-Staffel Frauen“
- Breiken-Bremer, Dagmar
Olympische Sommerspiele 1984, (FRG): Silbermedaille, Feldhockey „Frauen“
- Brendel, Jakob
Olympische Sommerspiele 1932, (GER): Goldmedaille, Ringen „griechisch-römischer Stil, Bantamgewicht Männer“
Olympische Sommerspiele 1936, (GER): Bronzemedaille, Ringen „griechisch-römischer Stil, Bantamgewicht Männer“
- Brendel, Sebastian
Olympische Sommerspiele 2012, (GER): Goldmedaille, Kanurennsport „C1 1000 Meter Männer“
Olympische Sommerspiele 2016, (GER): Goldmedaille, Kanurennsport „C1 1000 Meter Männer“
Olympische Sommerspiele 2016, (GER): Goldmedaille, Kanurennsport „C2 1000 Meter Männer“
Olympische Sommerspiele 2020, (GER): Bronzemedaille, Kanurennsport „C2 1000 Meter Männer“
- Brennauer, Lisa
Olympische Sommerspiele 2020, (GER): Goldmedaille, Bahnradsport „Mannschaftsverfolgung Frauen“
- Brennecke, Günther
Olympische Sommerspiele 1956, (EUA): Bronzemedaille, Feldhockey „Männer“
- Breuer, Grit
Olympische Sommerspiele 1996, (GER): Bronzemedaille, Leichtathletik „4-mal-400-Meter-Staffel Frauen“
- Breuer-Dukat, Renate
Olympische Sommerspiele 1968, (FRG): Silbermedaille, Kanurennsport „K1 500 Meter Frauen“
- Briel, Fritz
Olympische Sommerspiele 1956, (EUA): Silbermedaille, Kanurennsport „K2 10.000 Meter Männer“
- Briesenick, Hartmut
Olympische Sommerspiele 1972, (GDR): Bronzemedaille, Leichtathletik „Kugelstoßen Männer“
- Brietzke, Siegfried
Olympische Sommerspiele 1972, (GDR): Goldmedaille, Rudern „Zweier ohne Steuermann Männer“
Olympische Sommerspiele 1976, (GDR): Goldmedaille, Rudern „Vierer ohne Steuermann Männer“
Olympische Sommerspiele 1980, (GDR): Goldmedaille, Rudern „Vierer ohne Steuermann Männer“
- Brink, Julius
Olympische Sommerspiele 2012, (GER): Goldmedaille, Beachvolleyball „Männer“
- Brinker, Christine
Olympische Sommerspiele 2008, (GER): Bronzemedaille, Schießen „Skeet Frauen“
- Brinkmann, Dirk
Olympische Sommerspiele 1984, (FRG): Silbermedaille, Feldhockey „Männer“
Olympische Sommerspiele 1988, (FRG): Silbermedaille, Feldhockey „Männer“
- Brinkmann, Thomas
Olympische Sommerspiele 1988, (FRG): Silbermedaille, Feldhockey „Männer“
- Brinkmann, Wilhelm
Olympische Sommerspiele 1936, (GER): Goldmedaille, Handball „Männer“
- Brinkmann, Wolfgang
Olympische Sommerspiele 1988, (FRG): Goldmedaille, Springreiten „Mannschaft“
- Britting, Bernhard
Olympische Sommerspiele 1964, (EUA): Goldmedaille, Rudern „Vierer mit Steuermann Männer“
- Bröckl, Norman
Olympische Sommerspiele 2008, (GER): Bronzemedaille, Kanurennsport „K4 1000 Meter Männer“
- Bröring-Sprehe, Kristina
Olympische Sommerspiele 2016, (GER): Goldmedaille, Dressurreiten „Mannschaft“
Olympische Sommerspiele 2016, (GER): Bronzemedaille, Dressurreiten „Einzel“
- Bronst, Andreas
Olympische Sommerspiele 1980, (GDR): Silbermedaille, Turnen „Mannschaft Männer“
- Bröske, Max
Olympische Sommerspiele 1912, (GER): Bronzemedaille, Rudern „Achter Männer“
- Bruch, Peter
Olympische Sommerspiele 1972, (GDR): Bronzemedaille, Schwimmen „4-mal-100-Meter-Freistilstaffel Männer“
- Brüchert, Hans-Dieter
Olympische Sommerspiele 1976, (GDR): Silbermedaille, Ringen „Freistil, Bantamgewicht Männer“
- Brückner, Roland
Olympische Sommerspiele 1976, (GDR): Bronzemedaille, Turnen „Mannschaft Männer“
Olympische Sommerspiele 1980, (GDR): Goldmedaille, Turnen „Boden Männer“
Olympische Sommerspiele 1980, (GDR): Bronzemedaille, Turnen „Barren Männer“
Olympische Sommerspiele 1980, (GDR): Silbermedaille, Turnen „Mannschaft Männer“
Olympische Sommerspiele 1980, (GDR): Bronzemedaille, Turnen „Sprung Männer“
- Brudel, Ralf
Olympische Sommerspiele 1988, (GDR): Goldmedaille, Rudern „Vierer ohne Steuermann Männer“
Olympische Sommerspiele 1992, (GER): Silbermedaille, Rudern „Vierer mit Steuermann Männer“
- Brunckhorst, Svenja
Olympische Sommerspiele 2024, (GER): Goldmedaille, 3×3-Basketball „Frauen“
- Brunner, Georg
Olympische Sommerspiele 1928, (GER): Bronzemedaille, Feldhockey „Männer“
- Brunner, Ursel
Olympische Sommerspiele 1960, (EUA): Bronzemedaille, Schwimmen „4-mal-100-Meter-Freistilstaffel Frauen“
Olympische Sommerspiele 1960, (EUA): Bronzemedaille, Schwimmen „4-mal-100-Meter-Lagenstaffel Frauen“
- Brüßler, Darah
Olympische Sommerspiele 2024, (GER): Silbermedaille, Kanurennsport „K4 500 Meter Frauen“
- Buchheim, Michael
Olympische Sommerspiele 1972, (GDR): Bronzemedaille, Schießen „Skeet Mixed“
- Büchner, Joachim
Olympische Sommerspiele 1928, (GER): Bronzemedaille, Leichtathletik „400 Meter Männer“
- Buchner, Mirl
Olympische Winterspiele 1952, (GER): Silbermedaille, Ski Alpin „Abfahrt Frauen“
Olympische Winterspiele 1952, (GER): Bronzemedaille, Ski Alpin „Riesentorlauf Frauen“
Olympische Winterspiele 1952, (GER): Bronzemedaille, Ski Alpin „Slalom Frauen“
- Büchner, Ralf
Olympische Sommerspiele 1988, (GDR): Silbermedaille, Turnen „Mannschaft Männer“
- Buckwitz, Lisa
Olympische Winterspiele 2018, (GER): Goldmedaille, Bobsport „Zweierbob Frauen“
- Budinger, Hugo
Olympische Sommerspiele 1956, (EUA): Bronzemedaille, Feldhockey „Männer“
- Bühl, Klara
Olympische Sommerspiele 2024, (GER): Bronzemedaille, Fußball „Frauen“
- Buhr, Liane
Olympische Sommerspiele 1976, (GDR): Goldmedaille, Rudern „Doppelvierer Frauen“
Olympische Sommerspiele 1980, (GDR): Goldmedaille, Rudern „Doppelvierer Frauen“
- Buhtz, Herbert
Olympische Sommerspiele 1932, (GER): Silbermedaille, Rudern „Doppelzweier Männer“
- Büker, Heinz
Olympische Sommerspiele 1964, (EUA): Bronzemedaille, Kanurennsport „K2 1000 Meter Männer“
- Bullin, Katharina
Olympische Sommerspiele 1980, (GDR): Silbermedaille, Volleyball „Frauen“
- Bullmann, Maik
Olympische Sommerspiele 1992, (GER): Goldmedaille, Ringen „griechisch-römischer Stil, Halbschwergewicht Männer“
Olympische Sommerspiele 1996, (GER): Bronzemedaille, Ringen „griechisch-römischer Stil, Halbschwergewicht Männer“
- Bunk, Carsten
Olympische Sommerspiele 1980, (GDR): Goldmedaille, Rudern „Doppelvierer Männer“
- Bürger, Erna
Olympische Sommerspiele 1936, (GER): Goldmedaille, Turnen „Mannschaft Frauen“
- Burger, Heinreich
Olympische Sommerspiele 1908, (GER): Goldmedaille, Eiskunstlauf „Paare“
- Burghardt, Alexandra
Olympische Sommerspiele 2024, (GER): Bronzemedaille, Leichtathletik „4-mal-100-Meter-Staffel Frauen“
- Burosch, Hannelore
Olympische Sommerspiele 1976, (GDR): Silbermedaille, Handball „Frauen“
- Busch, Sabine
Olympische Sommerspiele 1988, (GDR): Bronzemedaille, Leichtathletik „4-mal-400-Meter-Staffel Frauen“
- Buschschulte, Antje
Olympische Sommerspiele 1996, (GER): Bronzemedaille, Schwimmen „4-mal-100-Meter-Freistilstaffel Frauen“
Olympische Sommerspiele 2000, (GER): Bronzemedaille, Schwimmen „4-mal-200-Meter-Freistilstaffel Frauen“
Olympische Sommerspiele 2004, (GER): Bronzemedaille, Schwimmen „200 Meter Rücken Frauen“
Olympische Sommerspiele 2004, (GER): Bronzemedaille, Schwimmen „4-mal-100-Meter-Lagenstaffel Frauen“
Olympische Sommerspiele 2004, (GER): Bronzemedaille, Schwimmen „4-mal-200-Meter-Freistilstaffel Frauen“
- Busemann, Frank
Olympische Sommerspiele 1996, (GER): Silbermedaille, Leichtathletik „Zehnkampf Männer“
- Büsing, Wilhelm
Olympische Sommerspiele 1952, (FRG): Bronzemedaille, Vielseitigkeitsreiten „Einzel“
Olympische Sommerspiele 1952, (FRG): Silbermedaille, Vielseitigkeitsreiten „Mannschaft“
- Butkereit, Miriam
Olympische Sommerspiele 2024, (GER): Silbermedaille, Judo „Mittelgewicht Frauen“
- Butt, Linus
Olympische Sommerspiele 2016, (GER): Bronzemedaille, Feldhockey „Männer“
- Bußert, Karl-Heinz
Olympische Sommerspiele 1976, (GDR): Goldmedaille, Rudern „Vierer ohne Steuermann“
- Bußmann, Gabriele
Olympische Sommerspiele 1984, (FRG): Bronzemedaille, Leichtathletik „4-mal-400-Meter-Staffel Frauen“